# 妙音通
妙音通（みょうおんとおり）は、愛知県名古屋市瑞穂区の地名。現行行政地名は妙音通2丁目から妙音通4丁目。住居表示未実施地域。

## 地理
名古屋市瑞穂区南部に位置する。南は神穂通・熱田東町・河岸町・土市町、北は苗代町・佃町・井戸田町・姫宮町に接する。

## 歴史

### 地名の由来
藤原師長の法名である「妙音院」に由来するという。師長は、平清盛により当時の尾張国井戸田荘に流された人物であるとされている。

### 沿革
- 1945年（昭和20年）9月26日 - 瑞穂区瑞穂町字塩田・五反田・苗代田・市場・南前田・土市・井戸田・穴ノ田・砂間の各一部により、同区妙音通1～4丁目として成立[1]。
- 1965年（昭和40年）11月24日 - 4丁目に太道相互銀行新瑞橋支店が設置[4]。
- 1969年（昭和44年）5月1日 - 合併に伴い、中京相互銀行新瑞橋支店となる[4]。
- 1970年（昭和45年）11月22日 - 中京相互銀行新瑞橋支店廃止[4]。
- 1990年（平成2年）11月5日 - 1～2丁目の一部が河岸一丁目および苗代町に編入される[5]。

## 世帯数と人口
2019年（平成31年）3月1日現在の世帯数と人口は以下の通りである。
| 町丁   | 世帯数  | 人口    |
| ------ | ------- | ------- |
| 妙音通 | 593世帯 | 1,103人 |

### 人口の変遷
国勢調査による人口の推移
| 1950年（昭和25年） | 1,574人 | [ 6 ]     |  |
| 1955年（昭和30年） | 1,924人 | [ 6 ]     |  |
| 1960年（昭和35年） | 2,029人 | [ 7 ]     |  |
| 1965年（昭和40年） | 1,721人 | [ 7 ]     |  |
| 1970年（昭和45年） | 1,797人 | [ 8 ]     |  |
| 1975年（昭和50年） | 1,510人 | [ 8 ]     |  |
| 1980年（昭和55年） | 1,240人 | [ 9 ]     |  |
| 1985年（昭和60年） | 1,284人 | [ 9 ]     |  |
| 1990年（平成2年）  | 1,462人 | [ 10 ]    |  |
| 1995年（平成7年）  | 912人   | [ 11 ]    |  |
| 2000年（平成12年） | 1,157人 | [ WEB 6 ] |  |
| 2005年（平成17年） | 1,204人 | [ WEB 7 ] |  |
| 2010年（平成22年） | 1,164人 | [ WEB 8 ] |  |

## 学区
市立小・中学校に通う場合、学校等は以下の通りとなる。また、公立高等学校に通う場合の学区は以下の通りとなる。
| 番・番地等 | 小学校                 | 中学校                 | 高等学校 |
| ---------- | ---------------------- | ---------------------- | -------- |
| 全域       | 名古屋市立井戸田小学校 | 名古屋市立津賀田中学校 | 尾張学区 |

## 交通

### 鉄道
- 名古屋市営地下鉄
  -  名城線 妙音通駅

### 道路
- 愛知県道221号岩崎名古屋線[2]

## 施設
- 名古屋新瑞橋郵便局[2]

## その他

### 日本郵便
- 郵便番号 : 467-0842[WEB 3]（集配局：瑞穂郵便局[WEB 11]）。

### WEB
1. ↑  “愛知県名古屋市瑞穂区の町丁・字一覧”.   人口統計ラボ. 2019年3月21日閲覧。
2. 1 2  “町・丁目(大字)別、年齢(10歳階級)別公簿人口(全市・区別)”.   名古屋市 (2019年3月20日). 2019年3月21日閲覧。
3. 1 2  “郵便番号”.  日本郵便. 2019年3月17日閲覧。
4. ↑  “市外局番の一覧”.   総務省. 2019年1月6日閲覧。
5. ↑  名古屋市役所市民経済局地域振興部住民課町名表示係 (2015年2月10日). “瑞穂区の町名一覧”.   名古屋市. 2015年10月8日閲覧。
6. ↑  名古屋市役所総務局企画部統計課統計係 (2005年7月1日). “（刊行物）名古屋の町(大字)・丁目別人口 (平成12年国勢調査) (8)瑞穂区(第1表から第3表)” (XLS). 2015年10月15日閲覧。
7. ↑  名古屋市役所総務局企画部統計課統計係 (2007年6月27日). “（刊行物）名古屋の町(大字)・丁目別人口 (平成17年国勢調査) (8)瑞穂区(第1表から第3表）” (XLS). 2015年10月15日閲覧。
8. ↑  名古屋市役所総務局企画部統計課統計係 (2012年4月22日). “（刊行物）名古屋の町(大字)・丁目別人口 (平成22年国勢調査) (8)瑞穂区(第1表から第3表）” (XLS). 2015年10月15日閲覧。
9. ↑  “市立小・中学校の通学区域一覧”.   名古屋市 (2018年11月10日). 2019年1月14日閲覧。
10. ↑  “平成29年度以降の愛知県公立高等学校（全日制課程）入学者選抜における通学区域並びに群及びグループ分け案について”.   愛知県教育委員会 (2015年2月16日). 2019年1月14日閲覧。
11. ↑  “郵便番号簿 平成29年度版” (PDF).   日本郵便. 2019年3月21日閲覧。

### 書籍
1. 1 2  瑞穂区制施行50周年記念事業実行委員会 1994, p. 615.
2. 1 2 3 4  「角川日本地名大辞典」編纂委員会 1989, p. 1522.
3. 1 2  名古屋市計画局 1992, p. 402.
4. 1 2 3  「人・まち・くらし 中京銀行の50年」編集委員会 1994, p. 150.
5. ↑  瑞穂区制施行50周年記念事業実行委員会 1994, p. 617.
6. 1 2  名古屋市総務局企画室統計課 1957, p. 84.
7. 1 2  名古屋市総務局企画部統計課 1967, p. 79.
8. 1 2  名古屋市総務局統計課 1977, p. 52.
9. 1 2  名古屋市総務局統計課 1986, p. 74.
10. ↑  名古屋市総務局企画部統計課 1991, p. 44.
11. ↑  名古屋市総務局企画部統計課 1996, p. 114.

### 統計資料
- 名古屋市総務局企画室統計課 編『昭和31年版 名古屋市統計年鑑』名古屋市、1957年。
- 名古屋市総務局企画部統計課 編『昭和41年版 名古屋市統計年鑑』名古屋市、1967年。
- 名古屋市総務局統計課 編『昭和51年版 名古屋市統計年鑑』名古屋市、1977年。
- 名古屋市総務局統計課 編『昭和60年国勢調査 名古屋の町・丁目別人口（昭和60年10月1日現在）』名古屋市役所、1986年。
- 名古屋市総務局企画部統計課 編『平成2年国勢調査 名古屋の町（大字）別・年齢別人口（平成2年10月1日現在）』名古屋市役所、1994年。
- 名古屋市総務局企画部統計課 編『平成7年国勢調査 名古屋の町（大字）・丁目別人口（平成7年10月1日現在）』名古屋市役所、1996年。